# Paula Preradović
Paula Preradović, geboren als Paula von Preradović (Wenen, 12 oktober 1887 - aldaar, 25 mei 1951), na haar huwelijk ook bekend als Paula Molden, was een Oostenrijks schrijfster. Ze schreef de tekst van het Oostenrijks volkslied, Land der Berge, Land am Strome, dat ze oorspronkelijk als gedicht schreef.
Preradović huwde de Oostenrijkse journalist Ernst Molden.
- Bibsys: 90584643
- Bibliothèque nationale de France: cb15687431m (data)
- Gemeinsame Normdatei: 119304619
- International Standard Name Identifier: 0000 0000 4296 0115
- Library of Congress Control Number: no00101003
- MusicBrainz: ded1a82d-1710-4d07-bb93-c15c48469dfe
- Nationale Bibliotheek van Tsjechië: mub2018996444
- Nationale Bibliotheek van Israël: 987007422275905171
- Nationale Bibliotheek van Polen: a0000003417545
- Nationale en Universitaire bibliotheek Zagreb: 000007126
- Nederlandse Thesaurus van Auteursnamen: 070330654
- Réseau des bibliothèques de Suisse occidentale: 02-A003710886
- Système universitaire de documentation: 145712710
- Virtual International Authority File: 17552059
- WorldCat: E39PCjrrbXJR6g4TCPtTxcQyVC